# Oleg Kotov
Oleg Valerievitch Kotov (en russe : Олег Валериевич Котов) est un cosmonaute russe, né le 27 octobre 1965 à Simferopol, en RSS d'Ukraine (Union soviétique).

## Biographie
Il grandit à Moscou, où il termine ses études secondaires en 1982 puis entre à l'Académie militaire de médecine S.M. Kirov de Léningrad, dont il sort diplômé en 1988. Il devient l'assistant de l'un des principaux médecins du Centre d'entraînement des cosmonautes Youri-Gagarine.
Il est marié avec Svetlana Nikolaïevna Kotova.

## Vols réalisés
Il est membre de l'Expédition 15, lancée le 7 avril 2007 depuis Baïkonour, à bord du vol Soyouz TMA-10, en compagnie de Fiodor Iourtchikhine et du touriste spatial Charles Simonyi. Il revient sur Terre le 21 octobre 2007.
Il décolle à nouveau le 20 décembre 2009 à bord de Soyouz TMA-17 avec l'astronaute japonais Soichi Noguchi, et l'astronaute américain Timothy Creamer pour rejoindre l'ISS, en tant que membre des missions Expédition 22 et Expédition 23. Il revient sur Terre le 2 juin 2010.
Il décolle à bord d'un Soyouz TMA-10M le 25 septembre 2013, comme participant à l'Expédition 37. Durant ce vol à bord de l'ISS, il réalise une sortie extra véhiculaire le 9 novembre 2013 (durant laquelle il porte dans l'espace la torche olympique des jeux de Sotchi), et revient sur Terre le 12 mars 2014.